# Копили (Котельницький район)
Копили́ (рос. Копылы) — присілок у складі Котельницького району Кіровської області, Росія. Входить до складу Покровського сільського поселення.
Населення становить 67 осіб (2010, 71 у 2002).
Національний склад станом на 2002 рік — росіяни 94 %.
У присілку народився Герой Радянського Союзу Шестаков Олексій Андрійович (1914-1997).